# Championnat de France de football 1928
Navigation
Championnat de France 1927 Championnat de France 1929
Le Championnat de France de football 1928 est la deuxième édition du Championnat de France qui se tient de 1927 à 1929. Le Championnat est divisé en deux niveaux : la Division d'excellence et la Division d'honneur.
Les champions de chaque ligue régionale participent à ce championnat et sont versés en Division d'excellence ou en Division d'honneur en fonction des résultats des clubs de leur Ligue en Coupe de France.
Le Stade français remporte la Division d'excellence et devient champion de    France,.
| \| La Bastidienne Bordeaux Stade Français SO Montpellier Le Havre AC US Belfort FC Mulhouse \| Niveau des clubs : · Excellence · Honneur |
| La Bastidienne Bordeaux Stade Français SO Montpellier Le Havre AC US Belfort FC Mulhouse                                                 |

## Division d'excellence

### Participants
Six équipes participent à la Division d'excellence, qui est le premier niveau du Championnat de France amateur :
- US Tourcoing, champion 1927-1928 de la Ligue du Nord de football
- US Belfort, champion 1927-1928 de la Ligue de Franche-Comté Bourgogne de football[3]
- SC Bastidienne, champion 1927-1928 de la Ligue du Sud-Ouest de football[4]
- Stade Havrais, champion 1927-1928 de la Ligue de Normandie de football[5]
- SO Montpellier, champion 1927-1928 de la Ligue du Sud-Est de football[6]
- Stade français, champion 1927-1928 de la Ligue de Paris de football[7]

Ces 6 clubs sont divisés en 2 groupes de 3 équipes, le vainqueur de chaque groupe étant qualifié pour la finale.

### Groupe 1
Le Stade français finit premier de son groupe, en disposant du SO montpelliérains et du Stade havrais. Le SOM finit deuxième du groupe grâce à sa victoire sur les normands.
| Rang | Équipe             | Pts | J | G | N | P | Bp | Bc | GA    |  | Résultats (▼ dom., ► ext.) | SF  | SOM | SH  |
| ---- | ------------------ | --- | - | - | - | - | -- | -- | ----- |  | -------------------------- | --- | --- | --- |
| 1    | Stade français     | 6   | 2 | 2 | 0 | 0 | 12 | 5  | 2,4   |  | Stade français             |     | 6-3 |     |
| 2    | SO montpelliérains | 4   | 2 | 1 | 0 | 1 | 6  | 7  | 0,857 |  | SO montpelliérain          |     |     | 3-1 |
| 3    | Stade havrais      | 2   | 2 | 0 | 0 | 2 | 3  | 9  | 0,333 |  | Stade havrais              | 2-6 |     |     |

| Match 1              | Stade havrais | 2 – 6 | Stade français |          |          |
| Dimanche 4 mars 1928 |               | (–)   |                | Le Havre | Le Havre |
| Dimanche 4 mars 1928 | [ 9 ]         |       |                | Le Havre | Le Havre |

| Match 2               | SO montpelliérains | 3 – 1 | Stade havrais |             |             |
| Dimanche 25 mars 1928 |                    | (–)   |               | Montpellier | Montpellier |
| Dimanche 25 mars 1928 | [ 10 ]             |       |               | Montpellier | Montpellier |

| Match 3                | Stade français | 6 – 3 | SO montpelliérains |       |       |
| Dimanche 22 avril 1928 |                | (–)   |                    | Paris | Paris |
| Dimanche 22 avril 1928 | [ 8 ]          |       |                    | Paris | Paris |

### Groupe 2
L'US tourquennoise se qualifie en batant l'US belfortaine et le SC Bastidienne.
| Rang | Équipe           | Pts | J | G | N | P | Bp | Bc | GA    |  | Résultats (▼ dom., ► ext.) | UST | SCB | USB |
| ---- | ---------------- | --- | - | - | - | - | -- | -- | ----- |  | -------------------------- | --- | --- | --- |
| 1    | US tourquennoise | 6   | 2 | 2 | 0 | 0 | 8  | 3  | 2,667 |  | US tourquennoise           |     | 3-0 |     |
| 2    | SC Bastidienne   | 4   | 2 | 1 | 0 | 1 | 1  | 3  | 0,333 |  | SC Bastidienne             |     |     | 1-0 |
| 3    | US belfortaine   | 2   | 2 | 0 | 0 | 2 | 3  | 6  | 0,5   |  | US belfortaine             | 3-5 |     |     |

| Match 1              | SC Bastidienne | 1 – 0 | US belfortaine |          |          |
| Dimanche 4 mars 1928 |                | (–)   |                | Bordeaux | Bordeaux |
| Dimanche 4 mars 1928 | [ 9 ]          |       |                | Bordeaux | Bordeaux |

| Match 2                     | US belfortaine | 3 – 5 | US tourquennoise |         |         |
| Dimanche 6 mai 1928 15 h 00 |                | (–)   |                  | Belfort | Belfort |
| Dimanche 6 mai 1928 15 h 00 | [ 11 ]         |       |                  | Belfort | Belfort |

| Match 3              | US tourquennoise | 3 – 0 | SC Bastidienne |           |           |
| Dimanche 13 mai 1928 |                  | (–)   |                | Tourcoing | Tourcoing |
| Dimanche 13 mai 1928 | [ 12 ]           |       |                | Tourcoing | Tourcoing |

### Finale
Le Stade français remporte la finale du championnat en battant l'US tourquennoise par deux buts à zéro,,,.
| Finale                       | Stade français                                                                                      | 2 – 0   | US tourquennoise                                                                                             | Stade olympique de Colombes, Colombes      |                                            |
| Dimanche 20 mai 1928 15 h 00 | Gourdon 57e · Andrup 87e                                                                            | (0 – 0) | | Arbitrage : M. Couric (Ligue du Sud-Ouest) | Arbitrage : M. Couric (Ligue du Sud-Ouest) |
| Dimanche 20 mai 1928 15 h 00 | ,                                                                                                   |         | | Arbitrage : M. Couric (Ligue du Sud-Ouest) | Arbitrage : M. Couric (Ligue du Sud-Ouest) |
| Dimanche 20 mai 1928 15 h 00 | Martinod - Wild, Fontaine - Belin, Dauphin, Mazzoni - Monsallier, Gourdon, Andrup, Pavillard, Cahen | Équipes | Leblond - Lampol, Wilkin - Baron, Balyu, Desrousseaux - D'Halluin, Courcelles, Fauquenoy, Liétaer, Farvacque | Arbitrage : M. Couric (Ligue du Sud-Ouest) | Arbitrage : M. Couric (Ligue du Sud-Ouest) |

## Division d'honneur
25 mars : Sportive de Thionville  7 - 0 As Centre
22 avril : CO Saint-Chamond 5 - 0 AS montferrandaise
29 avril : US Cazères 3 - 0 CO Saint-Chamond
6 mai : CO Saint-Chamond 3 - 2 FC Mulhouse
13 mai : FC Mulhouse 6 - 0 US Cazères
Le FC Mulhouse, champion 1927-1928 de la Ligue d'Alsace de football, remporte la Division d'honneur, deuxième niveau du Championnat de France amateur,.